# Franco Bruno
Franco Bruno (Cosenza, 27 giugno 1962) è un politico italiano.

## Biografia
Ingegnere, già collaboratore universitario presso il Dipartimento di difesa del suolo dell'UNICAL, imprenditore, Innovation Manager, è Presidente dell'Associazione politico-culturale "NeoMedi" - Nuovi Mediterranei.
Già iscritto alla Democrazia Cristiana, è stato eletto presidente di circoscrizione a Cosenza, poi è stato segretario provinciale di Cosenza del Partito Popolare Italiano e dal 2002 segretario regionale de La Margherita in Calabria.
È stato poi eletto senatore alle elezioni politiche del 2006 con la Margherita diventando membro della 13ª Commissione Territorio, Ambiente, Beni Ambientali.
Rieletto al Senato della Repubblica alle successive elezioni politiche del 2008 per la lista del Partito Democratico in Calabria, dal maggio 2008 è vicepresidente della 13ª Commissione Territorio, Ambiente, Beni Ambientali.
Da gennaio a dicembre 2009 è stato segretario provinciale del PD a Cosenza, quando il 21 dicembre 2009 lascia il partito e aderisce alla neonata Alleanza per l'Italia, diventandone coordinatore regionale e responsabile nazionale degli enti locali.
Successivamente viene eletto alle elezioni politiche 2013 alla Camera dei deputati come capolista della lista di Centro Democratico nella circoscrizione Calabria.
Si iscrive quindi al Gruppo misto, ma non alla componente del "Centro Democratico".
Il 26 giugno 2013 in rappresentanza di Alleanza per l'Italia forma una componente del Gruppo misto alla Camera dei Deputati assieme al MAIE denominata "Movimento Associativo Italiani all'Estero (MAIE) - Alleanza per l'Italia (ApI)".
Alle elezioni regionali in Calabria del 2014 egli è il coordinatore della lista "Calabria in #Rete-Campodemocratico", composta da Alleanza per l'Italia, Moderati, Partito Repubblicano Italiano, Demokratici e Autonomia Sud. La lista sostiene il candidato di centro-sinistra Mario Oliverio. 
In seguito allo scioglimento di Alleanza per l'Italia nel 2016, Bruno rimane nel gruppo misto come indipendente. Conclude il proprio mandato parlamentare nel 2018.

## Libri
- Analisi e controlli dei parametri identificativi e fisico-meccanici dei terreni (1996)
- Studi sullo stato di conservazione le tecniche costruttive e la costituzione di un centro sperimentale (2001)
- Una bella marmaglia (2009)